# Benik Amirian
Benik Amirian (persisch بنيک اميريان; * 1929) ist ein ehemaliger iranischer Skirennläufer.

## Karriere
Amirian war 1956 gemeinsam mit Reza Bazargan und Mahmoud Beiglou als erste iranische Mannschaft an Olympischen Winterspielen teil. Bei den Wettkämpfen in Cortina d’Ampezzo belegte er als bestes Ergebnis Rang 44 in der Abfahrt. Dies blieb sein einziger internationaler Auftritt als Skirennläufer.

## Erfolge

### Olympische Winterspiele
- Cortina d’Ampezzo 1956: 44. Abfahrt, DSQ Riesenslalom, DSQ Slalom

### Weltmeisterschaften
- Cortina d’Ampezzo 1956: 44. Abfahrt, DSQ Riesenslalom, DSQ Slalom